# Agustín de Hipona
Agustín de Hipona o Aurelio Agustín de Hipona (en latín, Aurelius Augustinus Hipponensis), conocido también como san Agustín (Tagaste, Argelia, 13 de noviembre de 354-Hipona, Argelia, 28 de agosto de 430), fue un escritor, teólogo y filósofo cristiano. Después de su conversión, fue obispo de Hipona, en el norte de África, desde donde dirigió una serie de luchas contra las herejías de los maniqueos, los donatistas y el pelagianismo.
Es considerado el «Doctor de la Gracia», además de ser el máximo pensador del cristianismo del primer milenio y, según Antonio Livi, uno de los más grandes genios de la humanidad. Autor prolífico, dedicó gran parte de su vida a escribir sobre filosofía y teología, siendo Confesiones y La ciudad de Dios sus obras más destacadas.

## Biografía

### Nacimiento, infancia y adolescencia
San Agustín nació el 13 de noviembre de 354 en Tagaste, una antigua ciudad en el norte de África sobre la que se asienta la actual localidad argelina de Suq Ahras, situada entonces en Numidia, una de las provincias del Imperio romano. Los eruditos están de acuerdo generalmente en que Agustín y su familia eran bereberes, un grupo étnico indígena del norte de África.
Agustín y su familia estaban fuertemente romanizados y hablaban solo latín en casa como una cuestión de orgullo y dignidad. Sin embargo, Agustín deja alguna información sobre la conciencia de su herencia africana. Por ejemplo, se refiere a Apuleyo como "el más notorio de nosotros los africanos".
Su padre, llamado Patricio, era un pequeño propietario pagano, y su madre, la futura santa Mónica, es puesta por la Iglesia como ejemplo de mujer cristiana, de piedad y bondad probadas, madre abnegada y preocupada siempre por el bienestar de su familia, aun bajo las circunstancias más adversas.

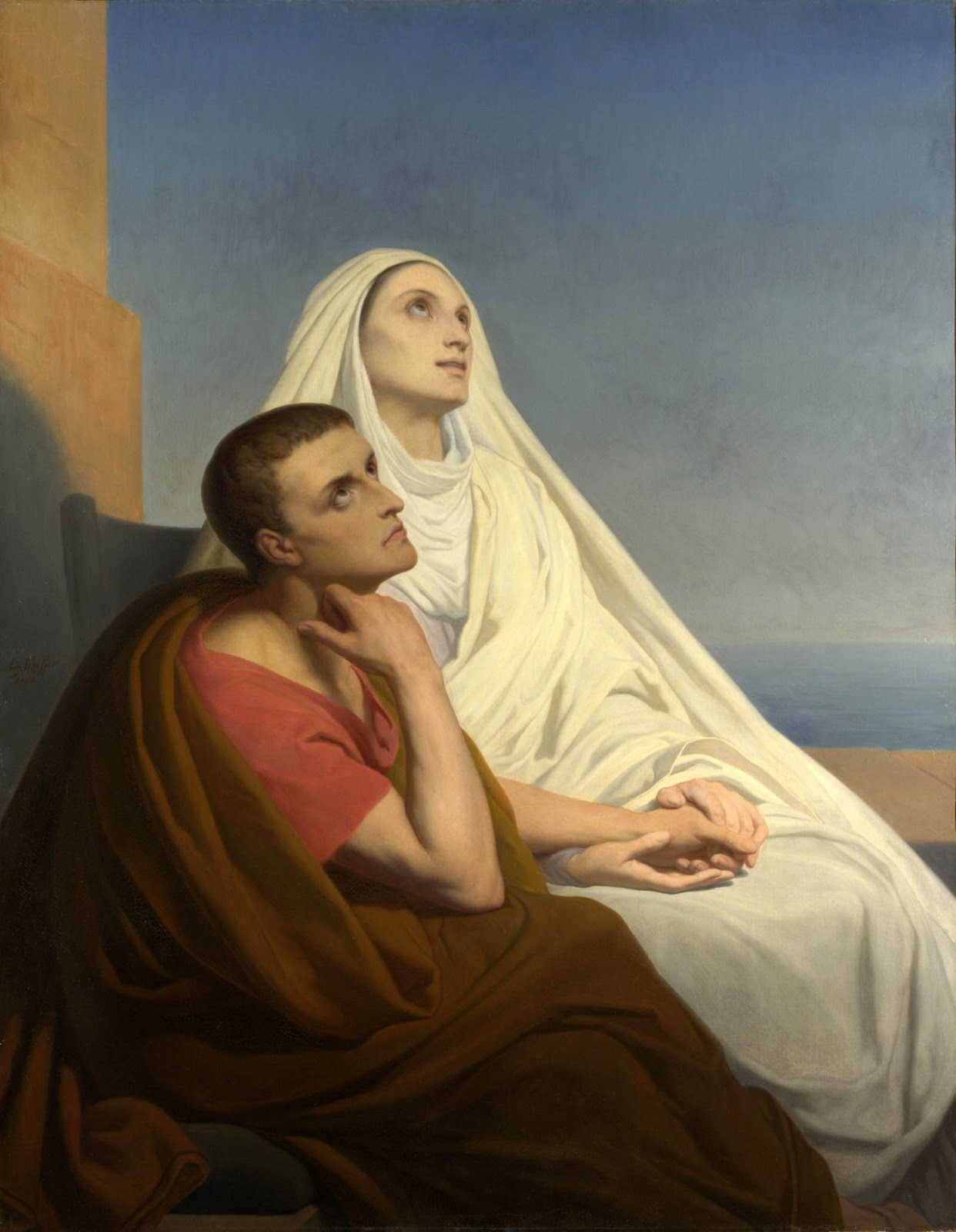
San Agustín y santa Mónica (1846), por Ary Scheffer.

Mónica le enseñó a su hijo los principios básicos de la religión cristiana y, al ver cómo el joven Agustín se separaba del camino del cristianismo, se entregó a la oración constante en medio de un gran sufrimiento. Años más tarde Agustín se llamará a sí mismo «el hijo de las lágrimas de su madre». En Tagaste comenzó Agustín sus estudios básicos, y posteriormente su padre lo envió a Madaura a realizar estudios de gramática.
Agustín destacó en el estudio de las letras. Sin embargo, él mismo reconoce en las Confesiones que no era un buen estudiante y que debió ser obligado a estudiar para aprender (cf. Confesiones 1,12,19). En cualquier caso, mostró un gran interés por la literatura, especialmente la griega clásica, y poseía gran elocuencia. Sus primeros triunfos tuvieron como escenario Madaura y Cartago, donde se especializó en gramática y retórica. Durante los años de estudiante en Cartago sintió una irresistible atracción hacia el teatro. Al mismo tiempo, gustaba en gran medida de recibir halagos y la fama, que encontró fácilmente en aquellos primeros años de su juventud. Durante su estancia en Cartago mostró su genio retórico y sobresalió en concursos poéticos y certámenes públicos. Aunque se dejaba llevar por sus pasiones y seguía abiertamente los impulsos de su espíritu sensual, no abandonó los estudios, especialmente los de filosofía. Años después, el mismo Agustín hizo una fuerte crítica sobre esta etapa de su juventud en el libro Confesiones.
A los diecinueve años, la lectura de Hortensius de Cicerón despertó en la mente de Agustín el espíritu de especulación y así se dedicó de lleno al estudio de la filosofía, disciplina en la que sobresalió. Durante esta época conoció el joven Agustín a una mujer con la que mantuvo una relación estable de catorce años y con la cual tuvo un hijo: Adeodato.
En su búsqueda incansable de respuesta al problema de la verdad, Agustín pasó de una escuela filosófica a otra sin que encontrara en ninguna una verdadera respuesta a sus inquietudes. Finalmente abrazó el maniqueísmo, creyendo que en este sistema encontraría un modelo según el cual podría orientar su vida. Varios años siguió esta doctrina y finalmente, decepcionado, la abandonó, al considerar que era una doctrina simplista que apoyaba la pasividad del bien ante el mal.
Sumido en una gran frustración personal, decidió en 383 partir para Roma, la capital del Imperio romano. En la partida de Agustín a Roma existía una motivación intelectual y de conocer nuevos horizontes, pero, mayoritariamente, lo que le empuja a viajar de manera definitiva es el hecho de que se enteró de que los estudiantes en Roma eran mucho más educados y respetuosos con los docentes que aquellos a los que daba clase en Cartago (cf. Confesiones 5,8,14). Su madre quiso acompañarle, pero Agustín la engañó y la dejó en tierra (cf. Confesiones 5,8,15). 
En Roma enfermó de gravedad. Tras restablecerse, y gracias a su amigo y protector Símaco, prefecto de Roma, fue nombrado magister rhetoricae en Mediolanum, la actual Milán.
Como maniqueo y orador imperial en Milán, Agustín era el rival en oratoria del obispo Ambrosio de Milán.

### Conversión al cristianismo
Fue en Milán donde se produjo la última etapa antes de la conversión de Agustín al cristianismo. Allí empezó a asistir como catecúmeno a las celebraciones litúrgicas del obispo Ambrosio, quedando admirado de su predicación y de su corazón. Ambrosio le hizo conocer los escritos de Plotino y las epístolas de Pablo de Tarso y gracias a estas obras se convirtió al cristianismo y decidió romper definitivamente con el maniqueísmo.
Esta noticia llenó de gozo a su madre, que había viajado a Italia para estar con su hijo, y que se encargó de buscarle un matrimonio acorde con su estado social y dirigirle hacia el bautismo. En vez de optar por casarse con la mujer que Mónica le había buscado, decidió vivir en ascesis; decisión a la que llegó después de haber conocido los escritos neoplatónicos gracias al sacerdote Simpliciano y al filósofo Mario Victorino, pues los platónicos le ayudaron a resolver el problema del materialismo y el del origen del mal.

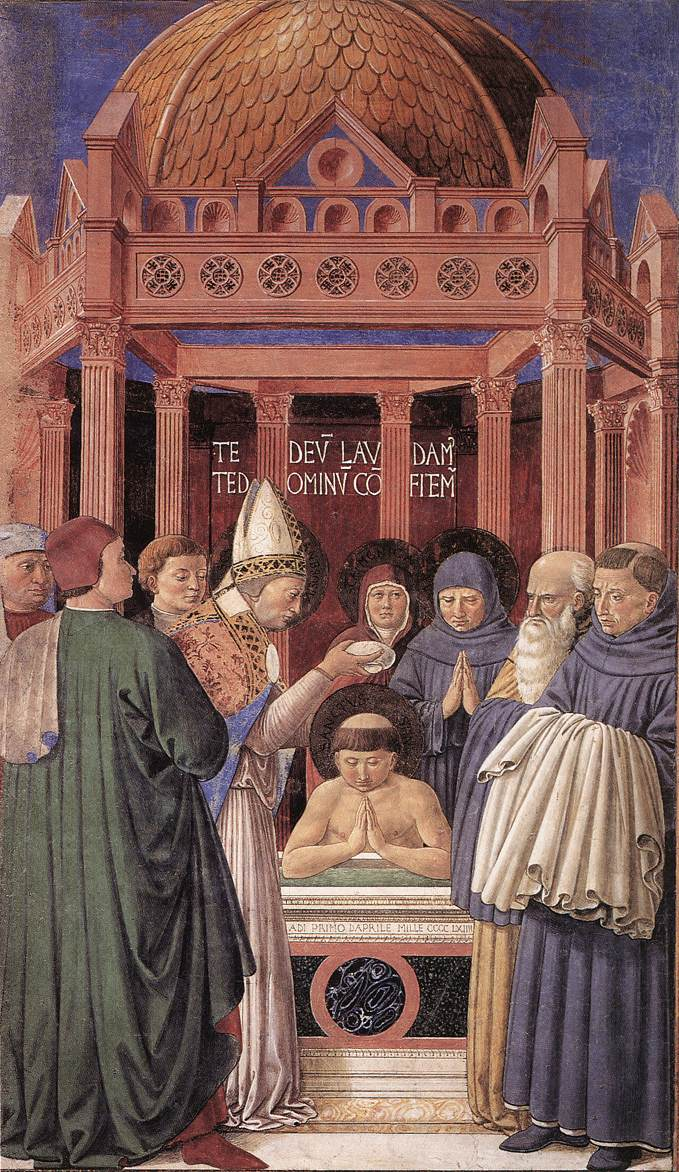
Agustín es bautizado por el obispo Ambrosio (fresco de Benozzo Gozzoli).

El obispo Ambrosio le ofreció la clave para interpretar el Antiguo Testamento y encontrar en la Biblia la fuente de la fe. Por último, la lectura de los textos de san Pablo ayudó a Agustín a solucionar el problema de la mediación —vinculado al de la Comunión de los Santos— y el de la Gracia divina. Según cuenta el mismo Agustín, la crisis decisiva previa a la conversión se dio estando en el jardín con su amigo Alipio, reflexionando sobre el ejemplo de Antonio, cuando oyó la voz de un niño de una casa vecina que decía:

Tolle lege
toma y lee

y, entendiéndolo como una invitación divina, cogió la Biblia, la abrió por las cartas de san Pablo y leyó el pasaje.

Nada de comilonas y borracheras; nada de lujurias y desenfrenos; nada de rivalidades y envidias. Revestíos más bien del Señor Jesucristo y no os preocupéis de la carne para satisfacer sus concupiscencias.
Rom. 13, 13-14.

Al llegar al final de esta frase, se desvanecieron todas las sombras de duda.

En 385, Agustín se convirtió al cristianismo.
En 386, se consagró al estudio formal y metódico de las ideas del cristianismo. Renunció a su cátedra y se retiró con su madre y unos compañeros a Casiciaco, cerca de Milán, para dedicarse por completo al estudio y a la meditación.
El 24 de abril de 387, a los treinta y tres años de edad, fue bautizado en Milán por el santo obispo Ambrosio. Ya bautizado, regresó a África, pero antes de embarcarse, su madre Mónica murió en Ostia, el puerto cerca de Roma.

### Monacato, sacerdocio y episcopado

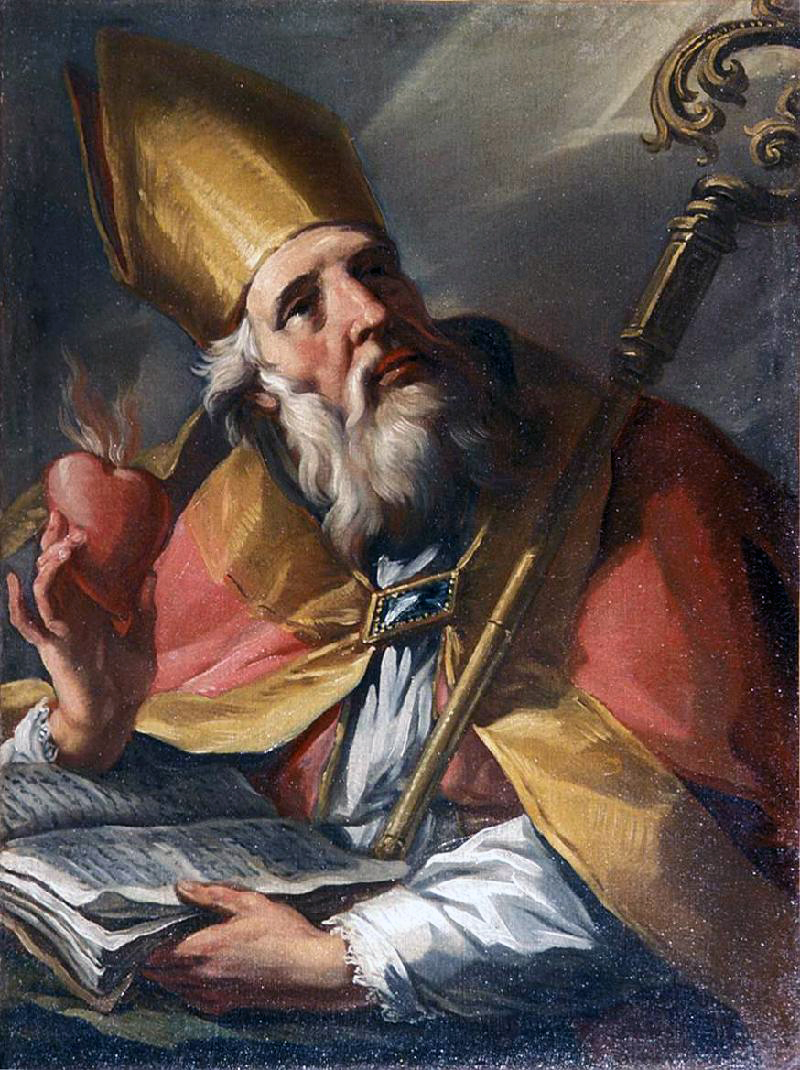
San Agustín, como obispo.

Cuando llegó a Tagaste, Agustín vendió todos sus bienes y el producto de la venta lo repartió entre los pobres. Se retiró con unos compañeros a vivir en una pequeña propiedad para hacer allí vida monacal. Años después, esta experiencia fue la inspiración para su famosa Regla. A pesar de su búsqueda de la soledad y el aislamiento, la fama de Agustín se extendió por todo el país.
En 391 viajó a Hipona (Hippo Regius, la moderna Annaba, en Argelia) para buscar a un posible candidato a la vida monástica, pero durante una celebración litúrgica fue elegido por la comunidad para que fuese ordenado sacerdote a causa de las necesidades del obispo Valerio de Hipona. Agustín aceptó, tras resistir, esta elección, si bien con lágrimas en los ojos. Algo parecido sucedió cuando se le consagró como obispo en 395. Entonces abandonó el monasterio de laicos y se instaló en la casa episcopal, que transformó en un monasterio de clérigos.
La actividad episcopal de Agustín fue enorme y variada. Predicó y escribió incansablemente, polemizó con aquellos que iban en contra de la ortodoxia de la doctrina cristiana de aquel entonces, presidió concilios y resolvió los problemas más diversos que le presentaban sus fieles. Se enfrentó a maniqueos, donatistas, arrianos, pelagianos, priscilianistas, académicos, etc. Participó en los concilios regionales III de Hipona de 393, III de Cartago de 397 y IV de Cartago de 419, en los dos últimos como presidente y en los cuales se sancionó definitivamente el Canon bíblico que había sido establecido por el papa Dámaso I en Roma en el Sínodo de 382.
Ya como obispo, escribió libros que lo posicionan como uno de los cuatro principales Padres de la Iglesia latinos. La vida de Agustín fue un claro ejemplo del cambio que logró con la adopción de un conjunto de creencias y valores.

### Fallecimiento

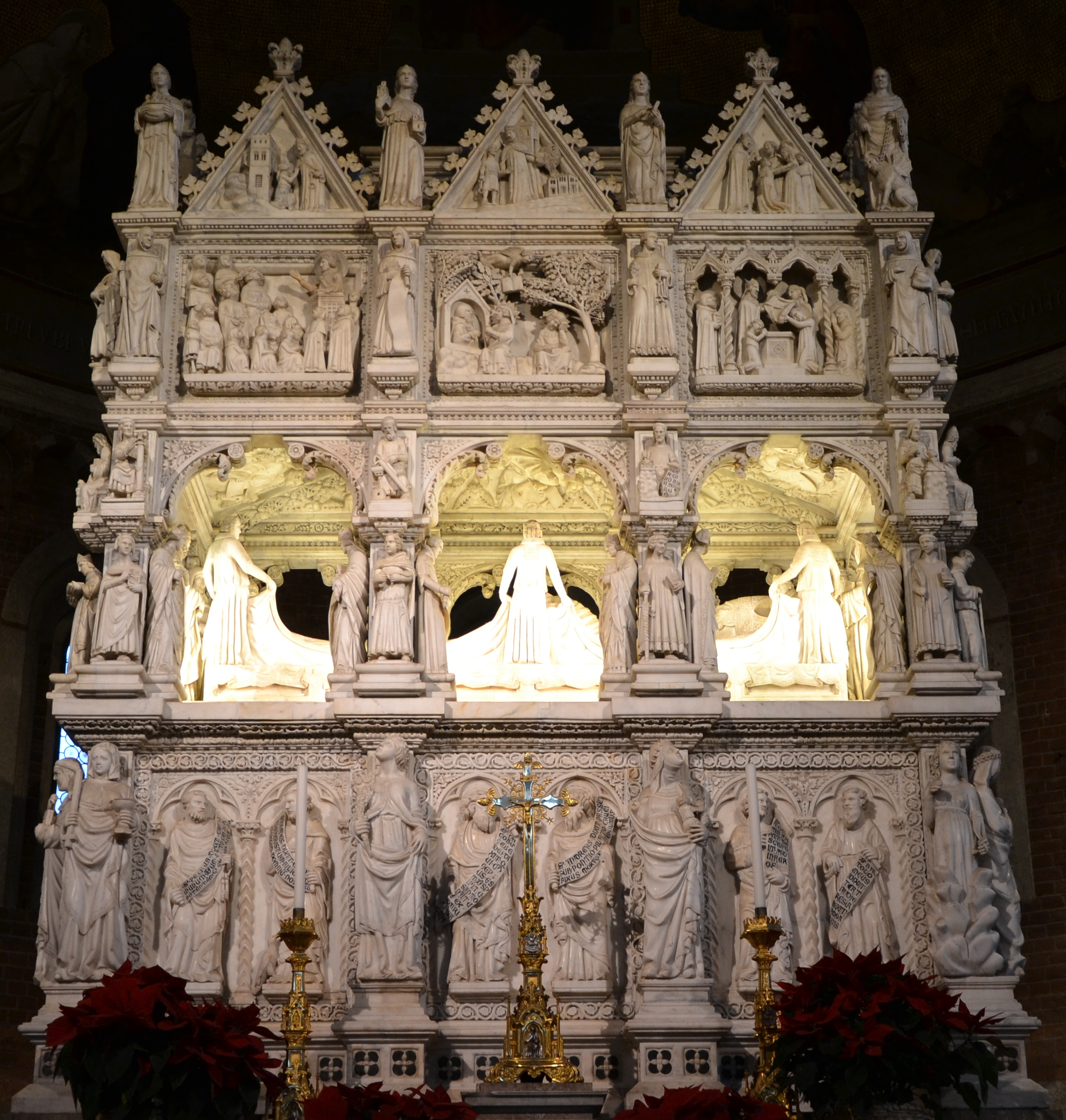
Giovanni di Balduccio, tumba de san Agustín (1362-1365) en la basílica de San Pietro in Ciel d'Oro de Pavía.

Agustín murió en Hipona el 28 de agosto de 430 durante el sitio al que sometieron los vándalos de Genserico a la ciudad en el contexto de la invasión de la diócesis de África. Su cuerpo, en fecha incierta, fue trasladado a Cerdeña y, hacia 722, a Pavía, debido a la amenaza expansionista del mundo islámico por el Mediterráneo y la costa del norte de África, a la basílica de San Pietro in Ciel d'Oro, donde reposa hoy.

### La leyenda del encuentro con un niño junto al mar
Una tradición medieval, que recoge la leyenda, inicialmente narrada sobre un teólogo, que más tarde fue identificado como san Agustín, cuenta la siguiente anécdota: cierto día, san Agustín paseaba por la orilla del mar, junto a la playa, dando vueltas en su cabeza a muchas de las doctrinas sobre la realidad de Dios, una de ellas la doctrina de la Trinidad. De pronto, al alzar la vista ve a un hermoso niño, que está jugando en la arena. Lo observa más de cerca y ve que el niño corre hacia el mar, llena el cubo de agua del mar y vuelve donde estaba antes y vacía el agua en un hoyo. El niño hace esto una y otra vez, hasta que Agustín, sumido en una gran curiosidad, se acerca al niño y le pregunta: «¿Qué haces?» Y el niño le responde: «Estoy sacando toda el agua del mar y la voy a poner en este hoyo». Y san Agustín dice: «¡Pero, eso es imposible!». A lo que el niño le respondió: «Más difícil es que llegues a entender el misterio de la Santísima Trinidad».
La leyenda se inspira al menos en la actitud de Agustín como estudioso del misterio de Dios.

## Doctrina

### Razón y fe
Agustín, predispuesto por la fe materna, se aproxima al texto bíblico, pero es su mente la que no consigue penetrar en su interior. Dicho en otras palabras, para Agustín, la fe no es suficiente para acceder a las profundidades de la revelación de las Escrituras. A los diecinueve años, se pasó al racionalismo y rechazó la fe en nombre de la razón. Sin embargo, poco a poco fue cambiando de parecer hasta llegar a la conclusión de que razón y fe no están necesariamente en oposición, sino que su relación es de complementariedad. La fe constituye una condición inicial y necesaria para penetrar en el misterio del cristianismo, pero no una condición final y suficiente. Es necesaria la razón. Según él, la fe es un modo de pensar asintiendo, y si no existiese el pensamiento, no existiría la fe. Por eso la inteligencia es la recompensa de la fe. La fe y la razón son dos campos que necesitan ser equilibrados y complementados.
Para realizar con éxito la operación de conciliación entre las dos es indispensable concretar sus características, su ámbito de aplicación y la jerarquización (la fe gana frente la razón, ya que está apoyada por Dios) que se establece entre ellas. Como en muchas otras ocasiones, es en el texto bíblico donde Agustín encuentra el punto de partida para fundamentar su posición.
Comentando un fragmento del evangelio de Juan (17,3), Agustín dice:

El Señor, con sus palabras y acciones, ha exhortado a aquellos que ha llamado a la salvación a tener fe en primer lugar. Pero a continuación, hablando del don que debía dar a los creyentes, no dijo: «Esto es la vida eterna: que crean», sino: «Esto es la vida eterna: que te conozcan a ti, único Dios, y a aquel que tú has mandado, Jesucristo».
Agustín de Hipona

Esta postura se sitúa entre el fideísmo y el racionalismo. A los racionalistas les respondió: Crede ut intelligas («cree para comprender») y a los fideístas: Intellige ut credas («comprende para creer»). San Agustín quiso comprender el contenido de la fe, demostrar la credibilidad de la fe y profundizar en sus enseñanzas.

### Interioridad

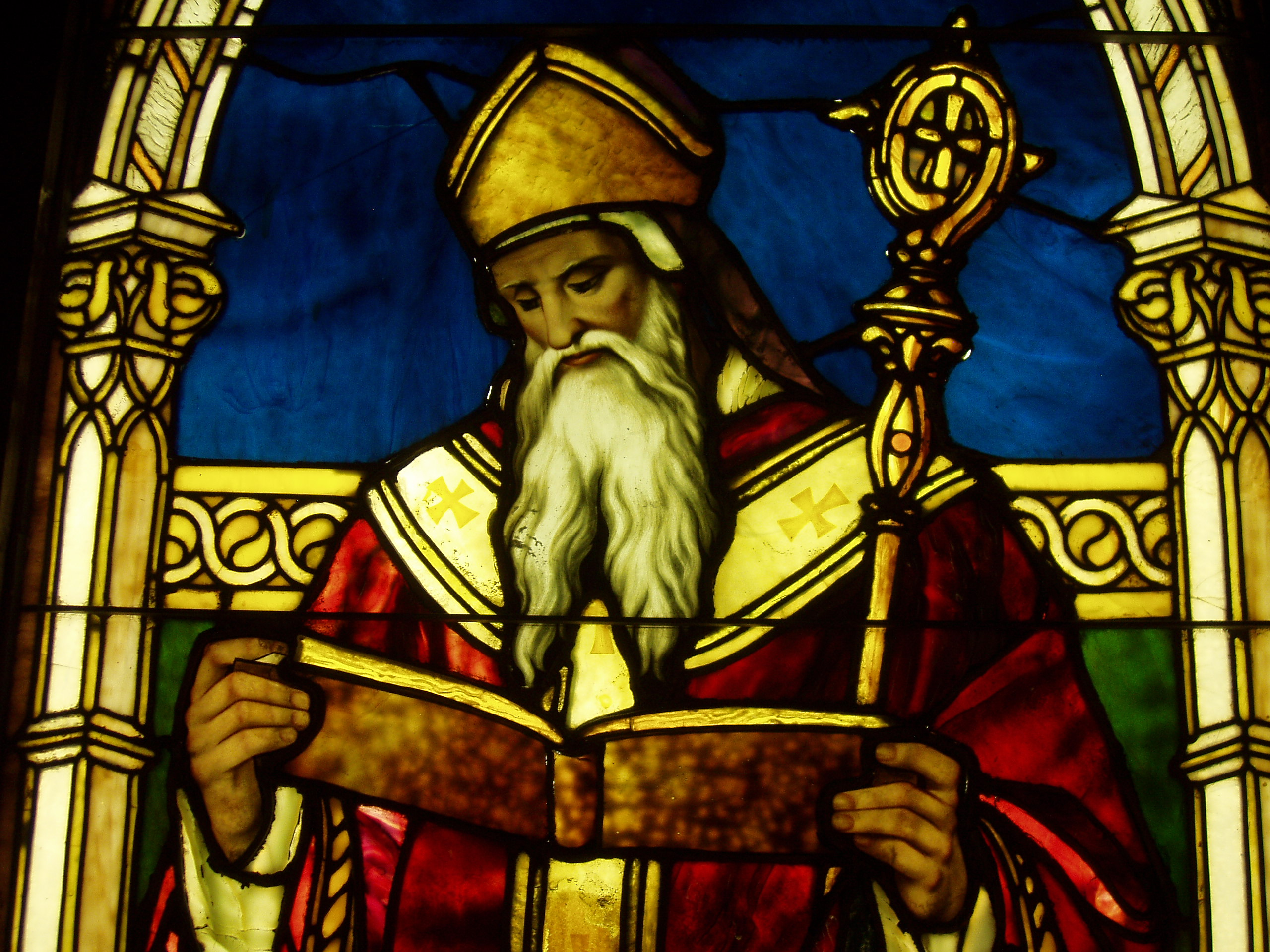
Detalle de san Agustín en una vidriera por Louis Comfort Tiffany en el Lightner Museum.

Agustín de Hipona anticipa a Descartes al sostener que la mente, mientras que duda, es consciente de sí misma: si me engaño existo (Si enim fallor, sum). Como la percepción del mundo exterior puede conducir al error, el camino hacia la certeza es la interioridad (in interiore homine habitat veritas), que por un proceso de iluminación se encuentra con las verdades eternas y con el mismo Dios que, según él, está en lo más íntimo de cada uno.
Las ideas eternas están en Dios y son los arquetipos según los cuales crea el cosmos. Dios, que es una comunidad de amor, sale de sí mismo y crea por amor mediante rationes seminales, o gérmenes que explican el proceso evolutivo que se basa en una constante actividad creadora, sin la cual nada subsistiría. Todo lo que Dios crea es bueno, el mal carece de entidad, es ausencia de bien y fruto indeseable de la libertad del hombre.

### Concepción del tiempo
San Agustín expresa de manera paradójica la perplejidad que le genera la noción de tiempo: «¿Qué es el tiempo? Si nadie me lo pregunta, lo sé. Si debo explicarlo ya no lo sé». A partir de esta perplejidad, ensaya una fecunda reflexión ontológica sobre la naturaleza del tiempo y su relación con la eternidad. Del hecho de que el Dios cristiano sea un Dios creador pero no creado se desprende que su naturaleza temporal es radicalmente distinta de la de sus criaturas. De acuerdo con la respuesta que dio a Moisés, Dios se define a sí mismo como:

Y dijo Dios a Moisés: «Yo Soy el que Soy», y añadió: «Así dirás a los Israelitas: “Yo soy me ha enviado a ustedes”».
Éxodo, 3,14

Decir esto equivale a definirse a sí mismo prescindiendo de cualquier calidad, lo que equivale a prescindir del cambio. Por lo tanto Dios está fuera del tiempo mientras que los seres humanos son entidades estructuralmente temporales.
Influido por el neoplatonismo, Agustín separa el mundo de Dios (eterno, perfecto e inmutable), del de la creación (dominado por la materia y el paso del tiempo, y por tanto mutable). Su análisis le lleva a la asimetría del tiempo. Esa asimetría procede del hecho de que todo aquello que ya ha pasado nos es conocido porque lo hemos experimentado y nos es fácil rememorarlo de forma presente, algo que no sucede con un futuro que está por acontecer. Para san Agustín, Dios creó el tiempo ex nihilo a la par que el mundo y sometió su creación al discurrir de ese tiempo, de ahí que todo en ella tenga un principio y un fin. Él, en cambio, está fuera de todo parámetro temporal.

"Mido el tiempo, lo sé; pero ni mido el futuro, que aún no es; ni mido el presente, que no se extiende por ningún espacio; ni mido el pretérito, que ya no existe. ¿Qué es, pues, lo que mido?”.
(Confesiones, XI, XXVI, 33)

Agustín rechaza la identificación de tiempo y movimiento. Aristóteles define el tiempo como un recurso aritmético para medir un movimiento. Agustín sabe que el tiempo es duración, pero no acepta que esta se identifique con un movimiento espacial. La duración tiene lugar en nuestro interior y es fruto de la capacidad para prever, ver y recordar los hechos del futuro, presente y pasado. Agustín llega a la conclusión de que la sede del tiempo y de su duración es el espíritu. Es en el espíritu que se hace efectiva la sensación de duración (larga o corta), de discurrir del tiempo, y es en el espíritu donde se mide y compara la duración del tiempo. Lo que se llama futuro, presente y pasado no son sino expectación, atención y recuerdo del espíritu, que tiene la facultad de prever aquello que llegará, fijarse en él cuando llega y conservarlo en el recuerdo una vez ha pasado.

“Y más propiamente acaso se diría: “Tres son los tiempos, presente de las cosas pasadas, presente de las presentes y presente de las futuras”. Porque estas tres presencias tienen algún ser en mi alma, y solamente las veo y percibo en ella. Lo presente de las cosas pasadas, es la actual memoria o recuerdo de ellas; lo presente de las cosas presentes, es la actual consideración de alguna cosa presente; y lo presente de las cosas futuras, es la actual expectación de ellas”.
(Confesiones, XI, XX, 26)

### Pecado original
Agustín enseñó que el pecado de Adán y Eva era un acto de insensatez seguido de orgullo y desobediencia a Dios. La primera pareja desobedeció a Dios, quien les había dicho que no comieran del Árbol del conocimiento del bien y del mal (Gen 2:17). El árbol era un símbolo del orden de la creación. El egocentrismo hizo que Adán y Eva comieran de él, por lo que no reconocieron ni respetaron el mundo tal como fue creado por Dios, con su jerarquía de seres y valores.
No habrían caído en el orgullo y la falta de sabiduría, si Satanás no hubiera sembrado en sus sentidos "la raíz del mal". Su naturaleza estaba herida por la concupiscencia o la libido, que afectaba la inteligencia y la voluntad humana, así como los afectos y deseos, incluido el deseo sexual. Agustín utilizó el concepto estoico de las pasiones de Cicerón para interpretar la doctrina de Pablo del pecado original y la redención.
Algunos autores perciben la doctrina de Agustín como dirigida contra la sexualidad humana y atribuyen su insistencia en la continencia y la devoción a Dios como resultado de la necesidad de Agustín de rechazar su propia naturaleza altamente sensual, como se describe en las Confesiones. Agustín declaró que "para muchos, la abstinencia es más fácil que la perfecta moderación".
Su sistema de gracia y predestinación prevaleció durante muchos siglos, aunque no sin una fuerte oposición, y sufrió, a través de una elaboración escolástica, cambios sustanciales para salvar el libre albedrío; y finalmente reapareció en la concepción de la vida espiritual modelada por Lutero y los otros maestros de la Reforma.

### Lucha contra las herejías

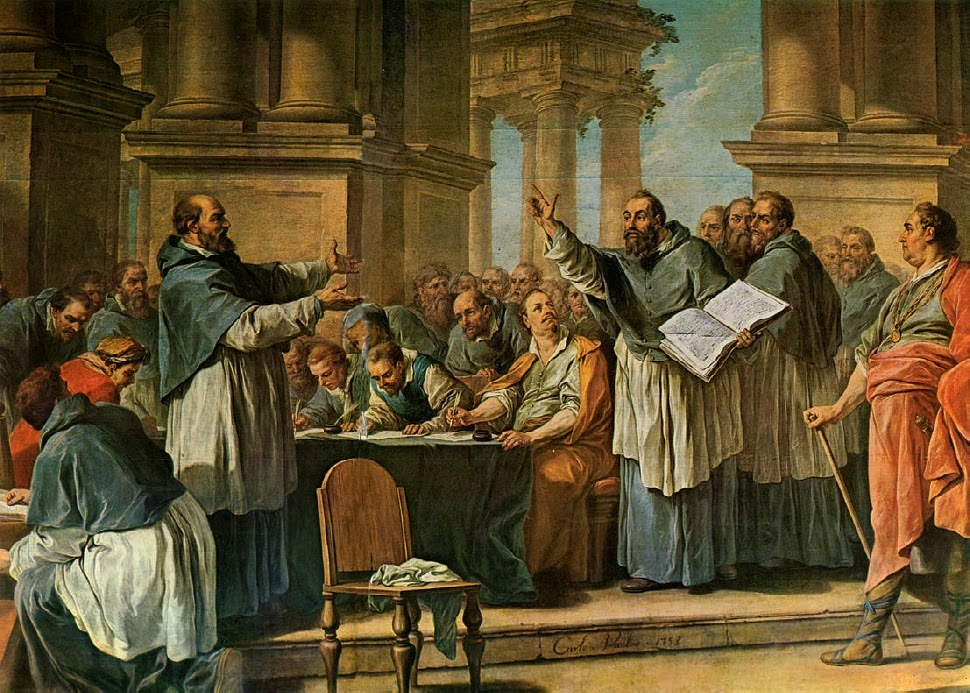
La afinidad del juez con la Iglesia y las artes retóricas de san Agustín, llevó a la ilegalización del donatismo en 412. (San Agustín y los donatistas, Charles-André van Loo).

Cuando Agustín nació, no habían pasado ni cincuenta años desde que Constantino I había legalizado el culto cristiano. Tras la implantación del cristianismo como religión oficial del imperio por Teodosio I el Grande surgieron múltiples interpretaciones de los evangelios.
Según Agustín, la herejía es la mala comprensión de la fe, por lo que es un problema de carácter racional, aunque no todo error lo es. En su tratado Herejías distingue 88, pero las principales con las que tuvo que lidiar fueron: el maniqueísmo, el donatismo, el pelagianismo y el arrianismo.
- La lucha contra la doctrina de los maniqueos ocupa una parte importante dentro de sus obras apologéticas, porque muchos creyeron que las enseñanzas de Mani arrojaban luz sobre la Escrituras. Con la cantidad de evangelios apócrifos, el maniqueísmo logró que muchos cristianos mantuviesen un dualismo entre estas dos creencias. Agustín redactó uno de sus principales textos anti-maniqueos al obispo Fausto. Agustín critica la doctrina de esta herejía diciendo que representaba una distorsión de origen exterior al mensaje cristiano.

- El donatismo fue una amenaza interior. Tras el Edicto de Tesalónica, un grupo de creyentes arropados por el obispo Donato se separaron de la Iglesia, a la que acusaban de ser condescendiente con los lapsi. Esta lucha era prioritaria por razones doctrinales y políticas, ya que su carácter beligerante ponía en riesgo a la Iglesia del norte de África. El donatismo es como un exceso de fe, puesto que no admite en la Iglesia a los que en las persecuciones renegaron de la fe, separando así la institución de los seguidores. Para Agustín en cambio la Iglesia está constituida por hombres, los cuales son imperfectos, pero no por ello cuando «caen» (lapsi) pierden validez los sacramentos recibidos. Los donatistas conciben una Iglesia Pura de creyentes que buscan la perfección y no debe readmitir a los renegados. Agustín, pese a usar medidas represivas hacia los lapsi, abogó por la acogida y el perdón y piensa que no necesitan ser readmitidos, puesto que siguen perteneciendo a la Iglesia. Las tensiones altas, como con los circunceliones, llevaron a la prohibición del donatismo en Cartago con un imperial cristiano llamado Marcelino en 411.

- El pelagianismo planteaba un problema de interpretación racional acerca del valor de las acciones realizadas por el creyente como mérito para ganarse la salvación. Agustín acusó al pelagianismo de no creer en el amor gratuito de Dios. La salvación para él no es un merecimiento exclusivo de la voluntad del hombre a la hora de realizar buenas obras, sino que también juega un papel muy importante la gracia.[21] Agustín no logró hacer desaparecer al pelagianismo en vida, aunque sus aportaciones en este tema fueron decisivas durante el Concilio de Éfeso, realizado un año después de su muerte.

### La concepción de la historia
La filosofía de la historia de Agustín describe un proceso que afecta a todo el género humano. Se trata de una historia universal constituida por una serie de eventos sucesivos que avanzan hacia un fin mediante la providencia divina.
Asimismo, describe los diferentes momentos de la historia: en primer lugar, la creación, seguida por la caída provocada por el pecado original, en el que el demonio introduce la degradación en el mundo: Dios ofrece el paraíso, pero el individuo escoge hacer un mal uso de su libertad, desobedeciéndolo. Le sigue el anuncio de la revelación, y la encarnación del hijo de Dios. La última etapa se logra por la redención del individuo por la Iglesia, que es la sexta de las edades del ser humano.
A diferencia de la concepción cíclica del tiempo y de la historia característica de la filosofía griega, Agustín basa su representación de la historia en una concepción literal, progresiva y finalista del tiempo. La historia ha tenido un inicio y tendrá un fin en el Juicio final, y se divide en seis edades, inspirándose en los seis días que usó Dios para realizar la creación: las Seis edades del mundo, delimitadas por la creación del mundo, el diluvio universal, la vida de Abraham, el reinado de David (o la construcción del templo de Jerusalén, por Salomón), la cautividad en Babilonia y, por último, el nacimiento de Cristo, que inaugura la sexta edad. Esta última se prolonga hasta la segunda venida del Mesías para juzgar a los hombres en el final de los tiempos. La humanidad ha comenzado una nueva etapa, en la que el Mesías ha venido, y ha dado la esperanza de la resurrección: con Cristo, termina el humano antiguo, y se inicia la renovación espiritual en el humano nuevo. La consumación de la historia sería llegar al fin sin fin: la vida eterna, en el que reinará la paz, y no habrá ya más lucha. Nadie mandará sobre nadie, y se acabarán las luchas internas. Su tesis es que desde la venida de Cristo se vive en la última edad, pero la duración de esta solo Dios la conoce.
San Agustín intenta demostrar que se debe conciliar la libertad humana con la intervención de Dios, que no coacciona al individuo, sino que la ayuda. La acción del individuo ejerce con libertad, enmarcando la moral individual en una moral comunitaria. El proceso histórico del ser humano se puede explicar mediante la lucha dialéctica, el conflicto, entre las dos ciudades del mundo, que llegarán al final a la armonía.[cita requerida]

### La ciudad de Dios

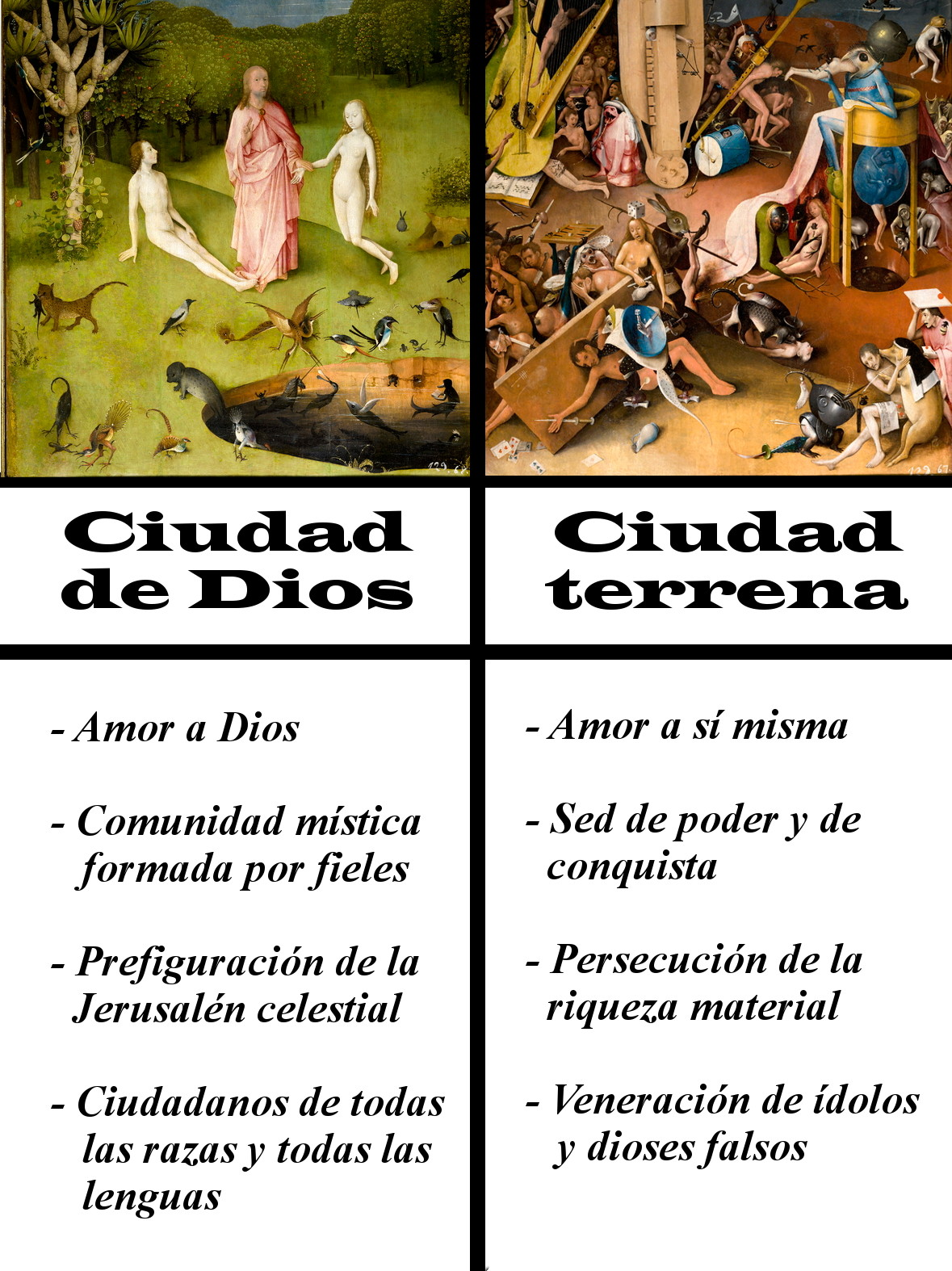
«Donde no hay verdadera justicia no puede haber un pueblo según la definición de Cicerón». La ciudad de Dios

La ciudad de Dios es uno de los libros más importantes del pensador. Es principalmente una obra teológica pero también de profunda filosofía. La primera parte del libro busca refutar las acusaciones paganas de que la Iglesia y el cristianismo tuvieron la culpa de la decadencia del Imperio Romano y más particularmente del saqueo de Roma. Predice el triunfo de un Estado cristiano sostenido por la Iglesia y defiende la teoría de que la historia tiene sentido, es decir, que existe la Providencia divina para las naciones y para los individuos.
Conforme avanza el libro, se convierte en un vasto drama cósmico de la creación, caída, revelación, encarnación y eterno destino. Según Agustín, las visiones de clase y nacionalidad eran triviales comparadas con la clasificación que en verdad importa: si uno pertenece al «pueblo de Dios».
Desde la creación, en la historia coexisten la «ciudad terrenal» (Civitas terrea), volcada hacia el egoísmo; y la «ciudad de Dios» (Civitas Dei), que se va realizando en el amor a Dios y la práctica de las virtudes, en especial, la caridad y la justicia. Ni Roma ni ningún Estado es una realidad divina o eterna, y si no busca la justicia se convierte en un magno latrocinio. La ciudad de Dios, que tampoco se identifica con la Iglesia del mundo presente, es la meta hacia donde se encamina la humanidad y está destinada a los justos.
La división agustiniana en dos ciudades (y dos ciudadanías) influirá de forma decisiva sobre la historia del Occidente medieval, marcado por lo que se ha dado en llamar el «agustinismo político». El cristiano que se siente llamado a ser habitante de la ciudad de Dios y que ordena su vida de acuerdo con el amor Dei no puede evitar ser a la vez ciudadano de un pueblo concreto. Sea cual sea este pueblo, no podrá identificarse nunca de forma plena con la ideal ciudad de Dios, motivo por el que el cristiano permanecerá estructuralmente escindido entre dos ciudadanías: una de carácter estrictamente político, que es la que lo vincula con una ciudad o un estado concreto; y otra que no puede dejar de ser parcialmente política, pero que en buena parte es también espiritual.

“La verdadera justicia no existe, excepto en esa república cuyo fundador y gobernante es Cristo”.

La teoría de las dos ciudades plantea cómo ha de vivir el cristiano: debe tener la vista puesta en el fin último de la plena ciudadanía celestial, pero sin olvidar, a la vez, dar un sentido a su paso por esta vida terrestre, visto que la historia no parece que tenga que llegar de inmediato a su fin.
Teológicamente, La ciudad de Dios es un trabajo muy importante según su visión de la historia de la salvación y por haber dado cuerpo a las doctrinas clave del cristianismo como la creación, el pecado original, la gracia de Dios, la resurrección, el cielo y el infierno.
Filosóficamente, por mostrar cómo la filosofía sirve de valor para construir una visión exhaustiva del cristianismo, como por proveer un marco general dentro de la que se hizo la mayor parte de la filosofía política en el Occidente cristiano con una visión utópica, de forma que influyó en escritores cristianos como Bossuet, Fénelon, De Maistre, Donoso Cortés, entre otros.

### Teodicea agustiniana
A san Agustín le interesaba especialmente el «problema del mal», atribuido a Epicuro, quien había afirmado: «Si Dios puede, sabe y quiere acabar con el mal, ¿por qué existe el mal?». Este hecho fundamental se convierte en un argumento contra la existencia de Dios, todavía usado por ateos y críticos de las religiones. Las respuestas ante el argumento que intentan demostrar racionalmente la coherencia de la existencia del mal y Dios en el mundo, se llaman teodicea.
Agustín dio varias respuestas a esta cuestión con base en el libre albedrío y la naturaleza de Dios:
- San Agustín cree que Dios creó todo bueno. El mal no es una entidad positiva, luego no puede «ser», como afirman los maniqueos, pues según Agustín, el mal es la ausencia o deficiencia de bien y no una realidad en sí misma. San Agustín toma esta idea de Platón y sus seguidores, donde el mal no es una entidad, sino ignorancia.[36]
- Para San Agustín la palabra "mal" es una ausencia de algo. Esta no cuenta con propiedades intrínsecas. El mal es una restricción del sistema en sí. Es una restricción dinámica interna del mundo. El argumento de Agustín dice que cuando se siente que no hay sentido en la vida hay un vacío, y que el mal se da por las decisiones propias. La única forma de alejarse del mal es llenándose de plenitud. Si Dios es esta substancia o fuente de la realidad primordial, entonces el mal es la privación de la sustancia por las propias decisiones. Esto quiere decir que el mal no existe substancialmente, sino que existe por la privación del bien o de Dios.
- Agustín argumenta que los seres humanos son entidades racionales. La racionalidad consiste en la capacidad de evaluar opciones por medio del razonamiento, y por consiguiente, Dios les tuvo que dar libertad por naturaleza, lo que incluye poder elegir entre bien y mal. Dios tuvo que dejar la posibilidad de Adán y Eva en desobedecerle, lo que exactamente sucedió según la Biblia. A esto se le conoce como la defensa del libre albedrío.[37]
- Para Agustín, Dios permitía los males naturales porque son justo castigo al pecado, y aunque los animales y bebés no pecan, son merecedores del castigo divino, siendo los niños herederos del pecado original.[38]
- Finalmente, Agustín sugiere que se debe observar el mundo como algo bello. Aunque el mal exista, este contribuye a un bien general mayor que la ausencia del mismo, así como las disonancias musicales pueden hacer más hermosa una melodía.[37]

### Ética

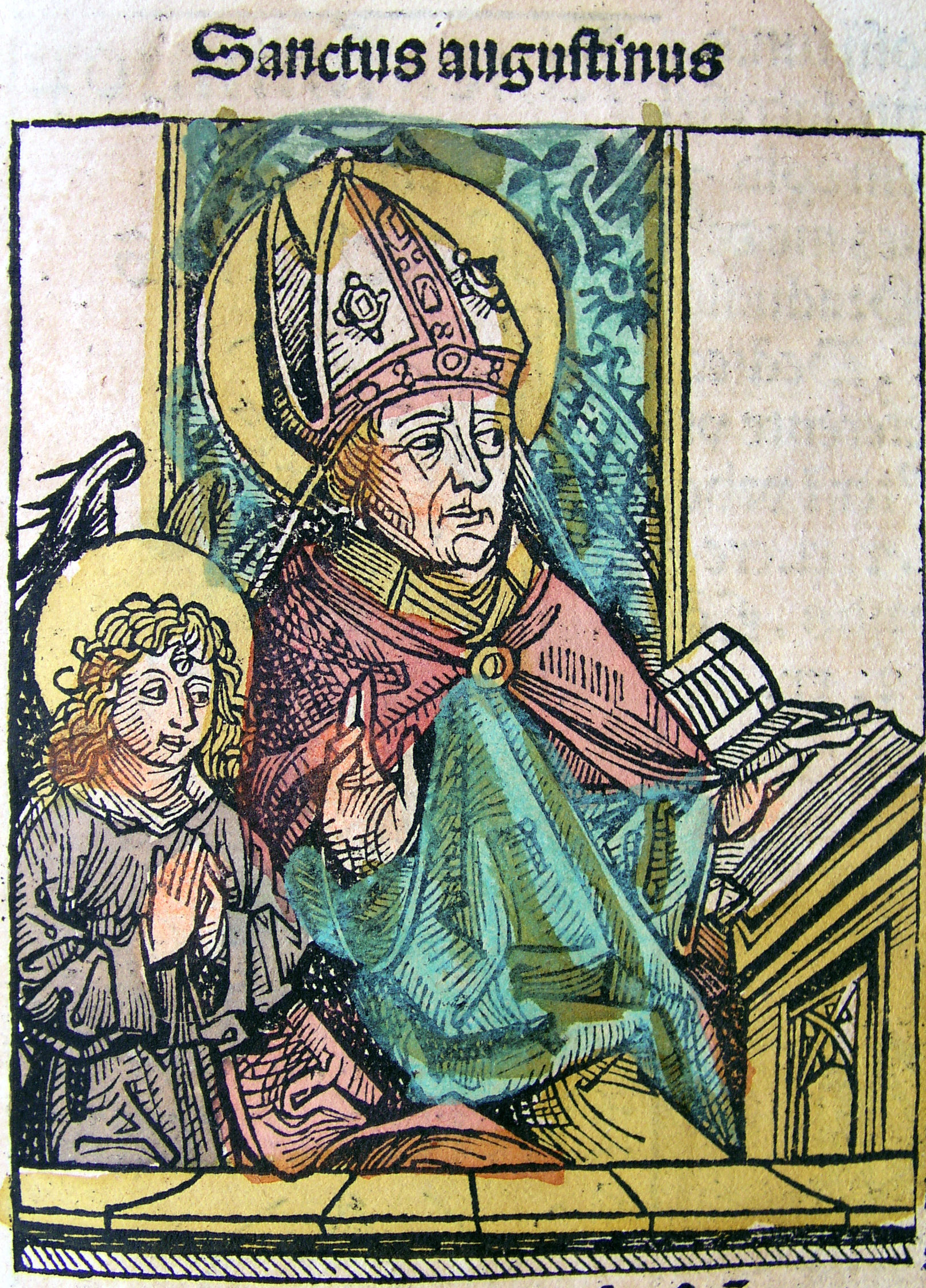
San Agustín de Hipona en las Crónicas de Núremberg

El concepto del amor es central en la doctrina teológica cristiana, que alude al núcleo temático relacionado con la figura de Cristo. El concepto de amor en San Agustín es tan preponderante que ha sido objeto de estudio por parte de ilustres figuras intelectuales como Hannah Arendt. Para san Agustín:

el amor es una perla preciosa que, si no se posee, de nada sirven el resto de las cosas, y si se posee, sobra todo lo demás.

«Ama y haz lo que quieras: si callas, calla por amor; si gritas, grita por amor; si corriges, corrige por amor; si perdonas, perdona por amor. Exista dentro de ti la raíz de la caridad; de dicha raíz no puede brotar sino el bien».

También Agustín formuló una versión propia de la cita bíblica "ama al prójimo como a ti mismo" de la siguiente forma:

Cum dilectione hominum et odio vitiorum

Que traducido significa "con amor a la humanidad y odio a los pecados", a menudo citado como "ama al pecador pero no al pecado". Agustín dirigió a muchos clérigos bajo su autoridad en Hipona para liberar a sus esclavos "como un acto de piedad". San Agustín también dijo:

Nos hiciste, Señor, para Ti, y nuestro corazón estará inquieto hasta que descanse en Ti.

Para el santo, Dios creó a los seres humanos para Él, y por ello los seres humanos no van a estar plenos hasta que descansen en Dios. Como para otros Padres de la Iglesia, para Agustín de Hipona la ética social implica la condena de la injusticia de las riquezas y el imperativo de la solidaridad con los desfavorecidos:

Las riquezas son injustas o porque las adquiriste injustamente o porque ellas mismas son injusticia, por cuanto tú tienes y otro no tiene, tú vives en la abundancia y otro en la miseria.
Psalmos 48

San Agustín era insistente en la idea de justicia. Upton Sinclair cita a Agustín en The Cry for Justice, una recopilación de citas contra la injusticia social:

Las superfluidades de los ricos son las necesidades de los pobres. Quienes poseen superfluidades, poseen los bienes de los demás.

Agustín de Hipona defendió asimismo el bien de la paz y procuró promoverla:

Acabar con la guerra mediante la palabra y buscar o mantener la paz con la paz y no con la guerra es un título de gloria mayor que matar a los hombres con la espada.
Epístola 229

 En La ciudad de Dios, san Agustín ataca la tradición romana, incluidos mitos como el de Lucrecia, una dama que, tras ser violada por el hijo del último rey de Roma, se suicidó clavándose un puñal. Para los romanos, Lucrecia era el más digno modelo de integridad moral. No para Agustín, quien considera que su muerte añadió un crimen a otro crimen, pues «quien se mata, mata a un hombre y, por tanto, contraviene la ley divina».
Agustín, en varios momentos de sus obras, dedicará atención a la mentira. En Sobre la mentira, clasificó las mentiras como dañosa o jocosa, y distingue al mentiroso (quien disfruta con la mentira) del embustero (lo hace en ocasiones sin querer o para agradar). Al igual que Kant, no considera lícito mentir para salvar la vida de una persona.

“La mentira capital y la primera que hay que evitar decididamente es la mentira en la doctrina religiosa. […]La segunda es la que daña injustamente a alguien, es decir, que perjudica a alguno, y no aprovecha a nadie. La tercera es la que favorece a alguno, pero perjudica a otro, aunque no sea en torpeza alguna corporal. La cuarta es la cometida por el puro apetito de mentir y engañar, que es la pura mentira a secas. La quinta es la que se comete por querer agradar en la conversación. La sexta es la que aprovecha a alguno, sin perjudicar a nadie. […]La séptima es la que, sin perjudicar a nadie, favorece a alguno, exceptuando el caso de que pregunte el juez. […] La octava es la que, sin perjudicar a nadie, aprovecha a alguien para evitar ser mancillado en el cuerpo”.
San Agustín, De mendacio, 510-511.

### Política

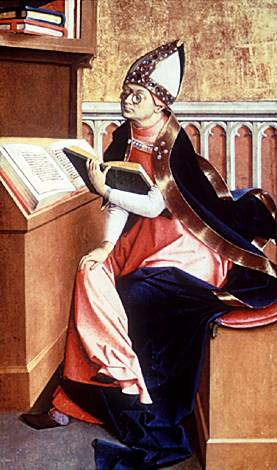
San Agustín de Hipona, uno de los Padres de la Iglesia más activos contra el priscilianismo.

A medida que fue aumentando la influencia de la Iglesia, su relación con el Estado se tornó conflictiva. Uno de los primeros filósofos políticos que trató este tema fue Agustín de Hipona en su intento de integrar la filosofía clásica en la religión. Recibió la poderosa influencia de los escritos de Platón y Cicerón, que también fueron el fundamento de su pensamiento político.
Como ciudadano de Roma, creía en la tradición de un Estado obligado por leyes, pero como humanista coincidía con Aristóteles y Platón en que el objetivo del Estado es facilitar que su pueblo lleve una vida buena y virtuosa. Para un cristiano esto significaba vivir según las leyes divinas sancionadas por la Iglesia. Agustín pensaba que en la práctica son pocas las personas que viven según esas leyes y que la mayoría vive en pecado. Distinguía entre la ciudad de Dios y la ciudad terrenal. En esta última predominaba el pecado.
Para san Agustín, un modelo teocrático bajo la influencia de la Iglesia sobre el Estado es la única forma de asegurar que las leyes terrenales se dicten con referencia las divinas, lo que permite que la gente viva en la ciudad de Dios, ya que "una ley injusta no es ninguna ley en absoluto".
Disponer de esas leyes justas es lo que distingue un estado de una banda de ladrones. Sin embargo, Agustín señala además que incluso en una ciudad terrenal pecadora, la autoridad del Estado es capaz de asegurar el orden por medio de las leyes y que todos tienen motivos para desear el orden.

Sin la justicia, ¿qué serían en realidad los reinos sino bandas de ladrones?, ¿y qué son las bandas de ladrones si no pequeños reinos? […] Por ello, inteligente y veraz fue la respuesta dada a Alejandro Magno por un pirata que había caído en su poder, pues habiéndole preguntado el rey por qué infestaba el mar, con audaz libertad el pirata respondió: por el mismo motivo por el que tú infestas la tierra; pero ya que yo lo hago con un pequeño bajel me llaman ladrón, y a ti porque lo haces con formidables ejércitos, te llaman emperador.
San Agustín, La ciudad de Dios, IV, 4.

Agustín adoptó la definición de Cicerón de comunidad como argumento en contra de la responsabilidad del cristianismo de la caída de Roma.
En De Civitate Dei, defendió el derecho divino de los reyes. Si bien la "Ciudad de los hombres" y la "Ciudad de Dios" podrían tener diferentes propósitos, ambas fueron establecidas por Dios y sirvieron a su última voluntad. Aunque la "Ciudad del Hombre", el mundo del poder secular, puede parecer impío y gobernado por pecadores, fue colocada en la Tierra para proteger la "Ciudad de Dios". De modo que, los monarcas habían sido colocados en su trono para los propósitos de Dios, y cuestionar su autoridad equivalía a cuestionar la de Dios.

#### Guerra justa
La insistencia en la justicia con sus raíces en la doctrina cristiana también la aplicó San Agustín a la guerra. Consideraba que toda guerra es malvada y que atacar y saquear a otros estados es injusto, pero aceptaba que existe una «guerra justa» librada por una causa justa, como defender el Estado de una agresión o restaurar la paz, si bien hay que recurrir a ella con remordimientos y como último recurso. En Contra Fausto justifica la violencia como «mal necesario» para hacer volver a herejes y paganos al camino recto de la fe, argumento que será utilizado a partir del siglo IX por el papado para legitimar la lucha contra los infieles dando origen, posteriormente, a fenómenos como las cruzadas o la Inquisición.

## Recepción
San Agustín tiene gran importancia en la historia de la cultura de Europa. Sus Confesiones suponen un modelo de biografía interior para muchos autores, que van a considerar la introspección como elemento importante en la literatura. Concretamente, Petrarca fue un gran lector del santo: su descripción de los estados amorosos enlaza con ese interés por el mundo interior que encuentra en san Agustín. Descartes descubrió la autoconciencia, que señaló el inicio de la filosofía moderna, copiando su principio fundamental (cogito ergo sum/pienso luego existo), no literalmente pero sí en cuanto al sentido, de san Agustín (si enim fallor, sum/si me equivoco, existo: De civ. Dei, 11, 26).
Por otro lado, san Agustín va a ser un puente importante entre la antigüedad clásica y la cultura cristiana. El especial aprecio que tiene por Virgilio y Platón va a marcar fuertemente los siglos posteriores.
Dos son las principales escuelas del pensamiento filosófico y teológico católico: la platónico-agustiniana y la aristotélico-tomista. La Edad Media, hasta el siglo XIII y el redescubrimiento de Aristóteles, va a ser platónica-agustina.
El filósofo Bertrand Russell quedó impresionado por la meditación de Agustín sobre la naturaleza del tiempo en las Confesiones, comparándola favorablemente con la versión de Kant:

"Yo mismo no estoy conforme con esta teoría, por cuanto hace del tiempo algo mental. Pero es claramente una teoría muy hábil, digna de ser considerada en serio. Yo iría más lejos y diría que es un gran avance respecto a cuanto se halla en la filosofía griega. Contiene una exposición mejor y más clara que la de Kant de la teoría subjetiva del tiempo —una teoría que, desde Kant, ha sido ampliamente aceptada entre los filósofos—".
Bertrand Russell, Historia de la filosofía occidental

Los análisis y críticas de Agustín aún son vigentes, pues filósofos contemporáneos como Hannah Arendt y Jacques Derrida se orientan, en sus reflexiones, por el autor de La ciudad de Dios.
La figura de Agustín inspiró diferentes comedias áureas dentro del popular subgénero de la comedia de santos. Una de los casos más célebres es el de Lope de Vega, autor de El divino africano (ca. 1610), donde se representa la conversión de Agustín desde el maniqueísmo hacia la Fe cristiana.

### Agustín y la ciencia
Según el científico Roger Penrose, san Agustín tuvo una «intuición genial» acerca de la relación espacio-tiempo, adelantándose 1500 años a Albert Einstein y a la teoría de la relatividad cuando Agustín afirma que el universo no nació en el tiempo, sino con el tiempo, que el tiempo y el universo surgieron a la vez. Esta afirmación de Agustín también es rescatada por el colega de Penrose, Paul Davies.
Agustín, quien tuvo contacto con las ideas del evolucionismo de Anaximandro, sugirió en su obra La ciudad de Dios que Dios pudo servirse de seres inferiores para crear al hombre al infundirle el alma. Defendía así la idea de que a pesar de la existencia de Dios, no todos los organismos y lo inerte salían de Él, sino que algunos sufrían variaciones evolutivas en tiempos históricos a partir de creaciones de Dios.

### Agustín y la oración de la Iglesia
Con más de 170 textos en la Liturgia de las Horas, Agustín es el Padre de la Iglesia con mayor presencia en la oración oficial de la Iglesia católica. Casi la mitad proceden de sus sermones y, concretamente, del Sermón a los pastores se recogen diecisiete textos. Otros libros muy usados son Comentario a los salmos, Tratado sobre el evangelio según san Juan, Tratados sobre la primera carta de san Juan y, su obra más célebre, las Confesiones.

## Obras

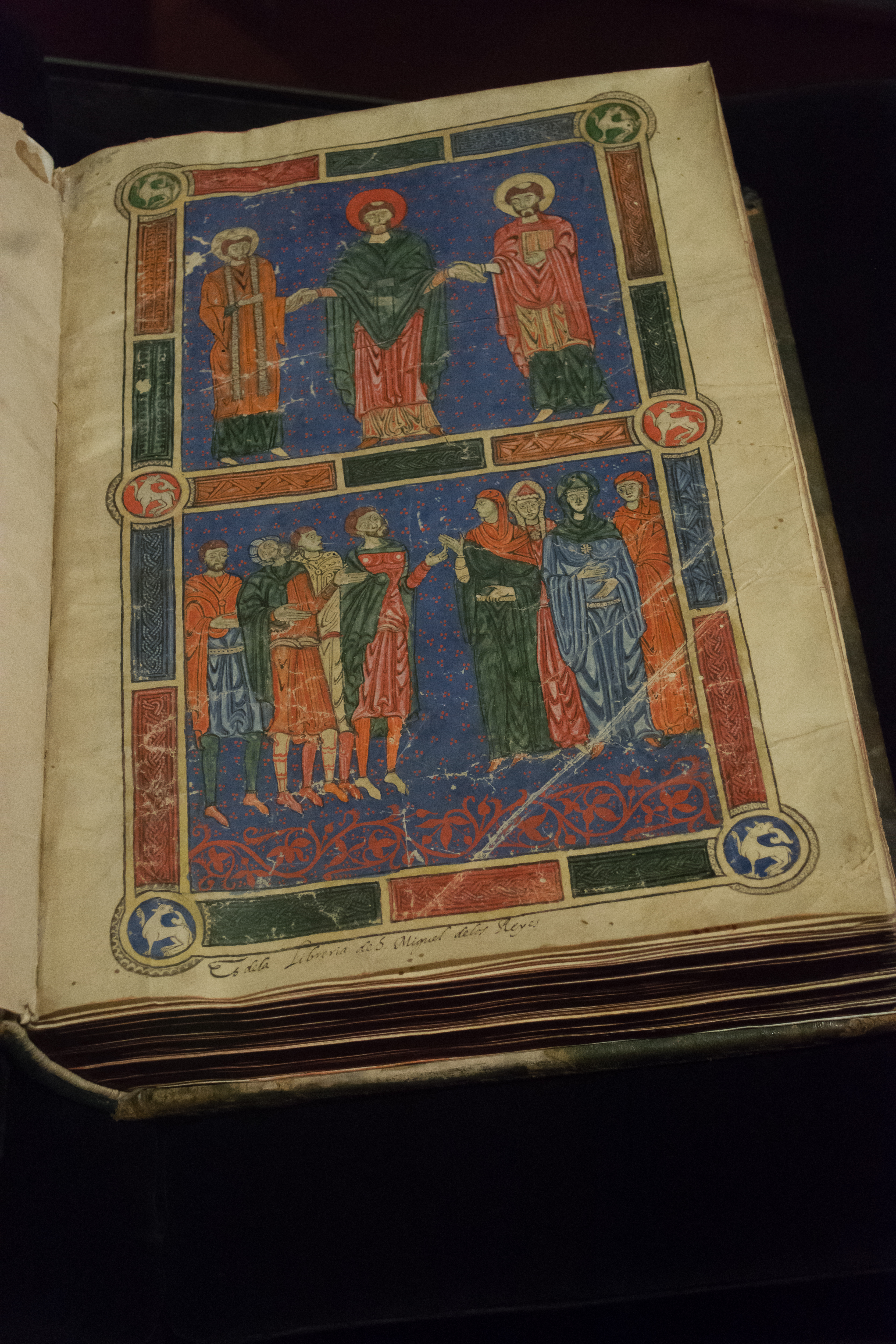
Enarrationes in Psalmos [1-83] (Comentarios a los salmos). Manuscrito iluminado del. Biblioteca histórica de la Universidad de Valencia.

San Agustín fue un autor prolífico que dejó una gran cantidad de obras, elaboradas desde el 386 hasta el 419, tratando temas diversos. Algunas de ellas son:
| Autobiográficas - Confesiones - Retractaciones Filosóficas - Contra los académicos - La vida feliz - El orden - Soliloquios - La inmortalidad del alma - La dialéctica - La dimensión del alma - El libre albedrío - La música - El maestro Apologéticas - De la verdadera religión - La utilidad de la fe - De la fe en lo que no se ve - La adivinación diabólica - La ciudad de Dios Dogmáticas - La fe y el símbolo de los apóstoles - Ochenta y tres cuestiones diversas - Cuestiones diversas a Simpliciano - Respuesta a las ocho preguntas de Dulcício - La fe y las obras - Manual de fe, esperanza y caridad - La Trinidad Morales y pastorales - La mentira - Contra la mentira - El combate cristiano - La catequesis a principantes - La bondad del matrimonio - La santa virginidad - La bondad de la viudez - La continencia - La paciencia - Las uniones adulterinas - La piedad con los difuntos Monásticas - Regla a los siervos de Dios - El trabajo de los monjes Exegéticas - De doctrina Christiana - El espejo de la Sagrada Escritura - Comentario al Génesis en réplica a los maniqueos - Comentario literal al Génesis (incompleto) - Comentario literal al Génesis - Locuciones del Heptateuco - Cuestiones sobre el Heptateuco - Anotaciones al libro de Job - Ocho cuestiones del Antiguo Testamento - El Sermón de la Montaña - Exposición de algunos textos de la Carta a los Romanos - Exposición de la Carta a los Gálatas - Exposición incoada de la Carta a los Romanos - Diecisiete pasajes del Evangelio de Mateo - Concordancia de los evangelistas | Polémicas Escribe contra los maniqueos, los donatistas, los pelagianos, el arrianismo y contra herejías en general. - Las herejías, dedicado a Quodvultdeo - A Orosio, contra priscilianistas y origenistas - Réplica al adversario de la Ley y los Profetas - Tratado contra los judíos - Réplica al sermón de los arrianos - Debate con Maximino, obispo arriano - Réplica a Maximino, obispo arriano - De las costumbres de la Iglesia Católica y de las costumbres de los maniqueos - Las dos almas del hombre - Actas del debate con el maniqueo Fortunato - Réplica a Adimanto, discípulo de Manés, llamada del Fundamento - Réplica a Fausto, el maniqueo - Actas del debate con el maniqueo Félix - La naturaleza del bien - Respuesta al maniqueo Secundino - Salmo contra la secta de Donato - Réplica a la carta de Parmeniano - Tratado sobre el bautismo - Carta a los católicos sobre la secta donatista (llamada La unidad de la Iglesia) - Réplica a las cartas de Petiliano - Réplica al gramático Cresconio, donatista - El único bautismo (resumen del debate con los donatistas) - Mensaje a los donatistas después de la Conferencia - Sermón a los fieles de la Iglesia de Cesárea - Actas del debate con el donatista Emérito - Réplica a Gaudencio, obispo donatista - Consecuencias y perdón de los pecados, y el bautismo de los niños - El espíritu y la letra - La naturaleza y la gracia - La perfección de la justicia del hombre - Actas del proceso a Pelagio - La gracia de Jesucristo y el pecado original - Naturaleza y origen del alma - El matrimonio y la concupiscencia - Réplica a las dos cartas de los pelagianos - Réplica a Juliano - Réplica a Juliano (obra inacabada) - La gracia y el libre albedrío - La corrección y la gracia - La predestinación de los santos - El don de la perseverancia Homiléticas - Tratados sobre el Evangelio de san Juan (1.º y 2.º), 1-124 - Tratados sobre la primera carta de san Juan - Comentarios a los salmos (1.º, 2.º, 3.º, 4.º), 1-150 - Sermones (1.º), 1-50: sobre el Antiguo Testamento - Sermones (2.º), 51-116: Sobre los evangelios sinópticos - Sermones (3.º), 117-183: Sobre el Evangelio de San Juan, Hechos y Cartas de los apóstoles - Sermones (4.º) 184-272B: Sobre los tiempos litúrgicos - Sermones (5.º), 273-338: Sobre los mártires - Sermones (6.º), 339-396: Sobre temas diversos - Sermón a los catecúmenos sobre el Símbolo de los apóstoles - La devastación de Roma - Sermón sobre la disciplina cristina - La utilidad del ayuno Cartas El extenso epistolario agustiniano prueba su celo apostólico. Sus cartas son muy numerosas y a veces extensas. Fueron escritas desde el 386 al 430. Se pueden haber conservado unas 800. |

## Veneración
San Agustín es venerado como santo en la Iglesia católica, la Iglesia ortodoxa, las Iglesias ortodoxas orientales y algunas Iglesias luteranas, ya que figura en el calendario litúrgico luterano. La Iglesia católica lo considera Padre de la Iglesia latina o de Occidente y el 20 de septiembre de 1295 el papa Bonifacio VIII lo proclamó Doctor de la Iglesia por sus aportes a la doctrina católica, junto con Gregorio Magno, Ambrosio de Milán y Jerónimo de Estridón. Su fiesta litúrgica se celebra el 15 de junio en las iglesias ortodoxas y el 28 de agosto en la Iglesia católica.